# Norops guazuma
Norops guazuma är en ödleart som beskrevs av  Garrido 1984. Norops guazuma ingår i släktet Norops och familjen Polychrotidae. Inga underarter finns listade i Catalogue of Life.